# Pseudoeurycea obesa
La salamandra de cua estriada (Pseudoeurycea obesa) és una espècie d'amfibi urodel (salamandres) de la família Plethodontidae. És endèmica de Mèxic.
Els seus hàbitats naturals inclouen montans humits, jardins rurals i zones prèviament boscoses ara degradades. Està amenaçada d'extinció a causa de la destrucció del seu hàbitat.